# Rhysodromus hierroensis
Espèce
Synonymes
- Philodromus hierroensis Wunderlich, 1992

Rhysodromus hierroensis est une espèce d'araignées aranéomorphes de la famille des Philodromidae.

## Distribution
Cette espèce est endémique d'El Hierro aux îles Canaries.

## Étymologie
Son nom d'espèce, composé de hierro et du suffixe latin -ensis, « qui vit dans, qui habite », lui a été donné en référence au lieu de sa découverte, El Hierro.

## Publication originale
- Wunderlich, 1992 : Die Spinnen-Fauna der Makaronesischen Inseln: Taxonomie, Ökologie, Biogeographie und Evolution. Beiträge zur Araneologie, vol. 1, p. 1-619 .